# Harley-Davidson Servi-Car

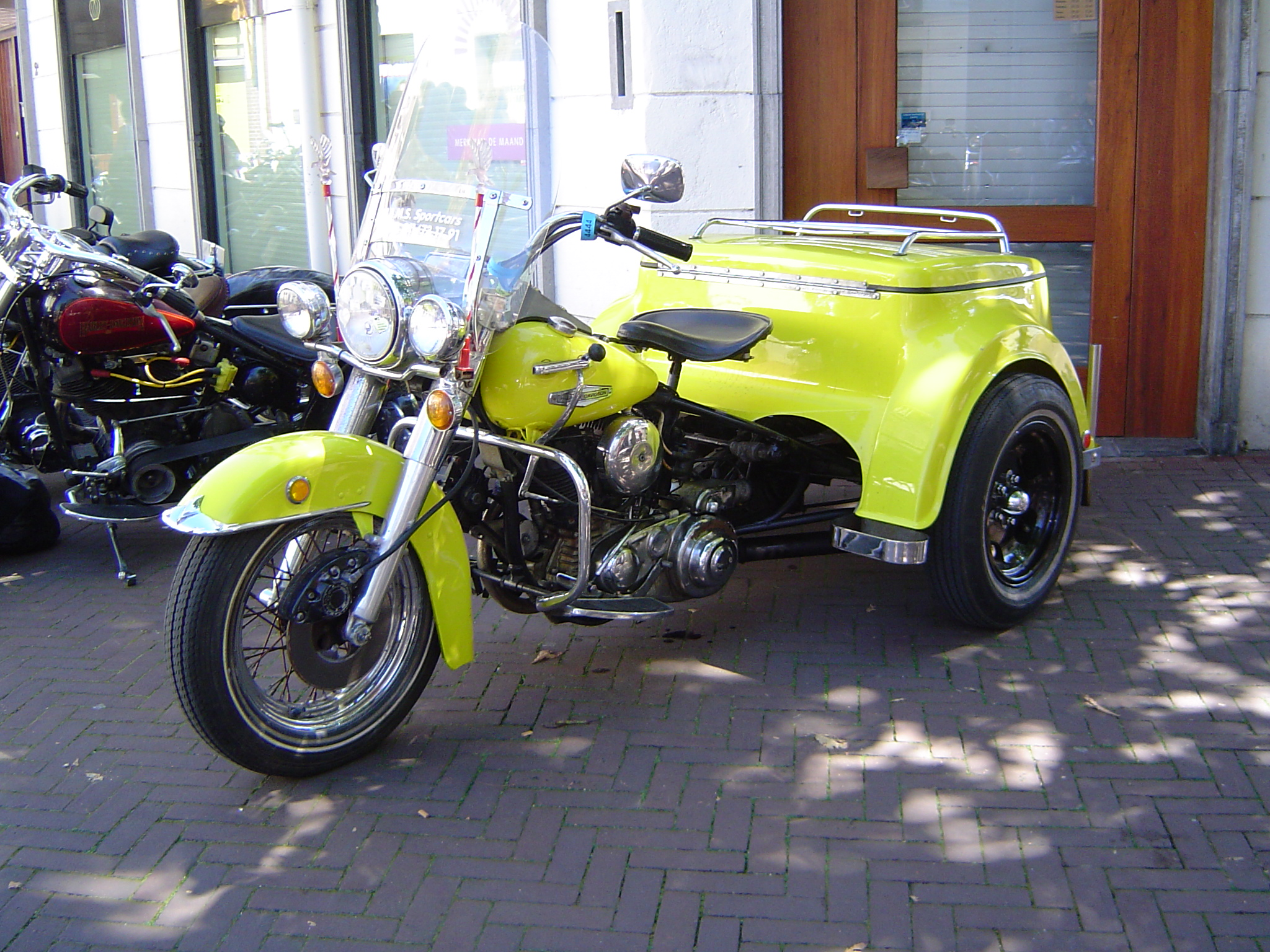
Un Servi-Car

L'Harley-Davidson Servi-Car è un motocarro prodotto dalla Harley-Davidson tra il 1932 e il 1973.

## Sviluppo
Il Servi-Car venne progettato durante la Grande depressione quando la Harley era alla disperata ricerca di allargare la propria base di modelli e di aumentare le vendite. Si rivolse quindi all'industria automobilistica realizzando un veicolo di servizio che potesse essere trainato dietro ad una automobile durante la consegna finale all'acquirente. Una volta consegnata la vettura il conducente staccava il Servi-Car e se ne tornava all'officina/garage. Per questa ragione questo mezzo venne dotato di gancio di barra per il traino sull'anteriore e di batteria da 60 Ah.
Oltre alla sua funzione di assistenza e consegna delle vetture, impiego per il quale era stato costruito, il Servi-Car divenne popolare anche tra i venditori ambulanti e tra i piccoli commercianti o artigiani. Si dimostrò molto popolare anche tra i diversi dipartimenti di Polizia alcuni dei quali lo usarono ben dentro gli anni '90.

## Modelli
Durante il primo anno di produzione venivano offerti i seguenti modelli:
- G – con bagagliaio e barra di traino di piccole dimensioni
- GA – con un piccolo bagagliaio ma senza barra di traino
- GD – con bagagliaio grande ma senza barra di traino
- GE – con bagagliaio grande e serbatoio per l'aria

Nel 1933 venne aggiunto il modello GDT che aveva un grande bagagliaio e la barra per il traino.
Nel 1942 sia il bagagliaio grande che quello piccolo, realizzati in acciaio, furono sostituiti con un bagagliaio dalle dimensioni intermedie prodotto per la Harley-Davidson dalla Chas. Abresch Co. di Milwaukee. Una decalcomania ad acqua in rosso, nero e oro di questa società venne applicata sulla parte superiore dell'interno del cofano portabagagli. Questo bagagliaio restò in produzione fino al 1966 per venire sostituito da un bagagliaio in vetroresina.

## Motore
Il motore usato per i primi modelli era il Flathead da 737 cm³ che veniva utilizzato sui modelli R del periodo 1932-1936. Dal 1937 venne utilizzato il modello W che si distingueva dal precedente principalmente per il sistema di ricircolo dell'olio al posto di quello a perdita del modello R. Il motore modello W continuò a venire utilizzato fino alla conclusione della produzione avvenuta nel 1973, nonostante il modello  W fosse stato sostituito dal modello K nel 1952.
Nel 1964 divenne disponibile sul Servi-Car l'avviamento elettrico rendendolo il primo veicolo civile Harley-Davidson dotato di questo componente, in quanto il modello Electra Glide, anch'esso con avviamento elettrico, sarà presentato solo un anno dopo.

## Trasmissione
Quando venne introdotto nel 1932 il Servi-Car veniva utilizzata la stessa trasmissione del modello R che venne sostituita l'anno successivo da una trasmissione sempre in presa dotata di tre marce più retromarcia.

## Telaio e sospensioni
Il Servi-Car era stato progettato per le condizioni delle strade dell'epoca che potevano essere molto dure e non asfaltate. Aveva ponte rigido posteriore con un differenziale. La carreggiata dell'asse posteriore era di 1.100 mm, molto vicina a quella di molte auto dell'epoca. Venne realizzato in questo modo in quanto poteva usare le stesse tracce lasciate dalle auto sulle strade.
Un prototipo del Servi-Car con sospensioni posteriori fu provato e venne trovato instabile. Il modello di produzione aveva l'asse montato direttamente sul telaio senza alcun sistema di sospensioni.
Fino al 1957 la forcella del veicolo era una Springer, usata sulle motociclette modello R e W. A partire dal 1958 venne usata la forcella idraulica della Hydra-Glyde.

## Freni
Quando venne introdotto il Servi-Car era dotato di freni a tamburo sulla ruota anteriore e di freni a tamburo montati all'interno dell'asse che frenavano le due ruote posteriori. Dal 1937 il sistema frenante venne aggiornato e fu montato un freno a tamburo su ogni ruota. Nel 1951 venne montato un sistema frenante idraulico per i freni posteriori. Gli ultimissimi modelli furono dotati di freni a disco su tutte le ruote.

## Bibliografia

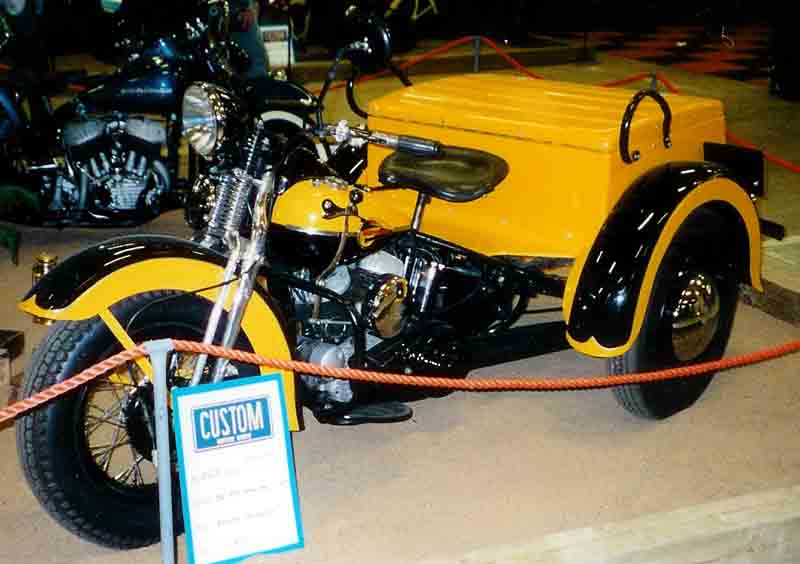
Un Servi-Car con forcella Springer